# Stazione meteorologica di Capo San Vito
La stazione meteorologica di Capo San Vito è la stazione meteorologica di riferimento relativa al comune di San Vito Lo Capo.

## Caratteristiche
La stazione meteorologica si trova nell'Italia insulare, in Sicilia, nel territorio del comune di Trapani, a 3 metri s.l.m. e alle coordinate geografiche 38°11′06.03″N 12°43′49.74″E.

## Medie climatiche ufficiali

### Dati climatologici 1979-1997
In base alla media di riferimento (1979-1997), la temperatura media del mese più freddo, gennaio, si attesta a +12,8 °C; quella del mese più caldo, agosto, è di +27,5 °C.

| Capo San Vito (1979-1997) | Mesi | Mesi | Mesi | Mesi | Mesi | Mesi | Mesi | Mesi | Mesi | Mesi | Mesi | Mesi | Stagioni | Stagioni | Stagioni | Stagioni | Anno |
| Capo San Vito (1979-1997) | Gen  | Feb  | Mar  | Apr  | Mag  | Giu  | Lug  | Ago  | Set  | Ott  | Nov  | Dic  | Inv      | Pri      | Est      | Aut      | Anno |
| ------------------------- | ---- | ---- | ---- | ---- | ---- | ---- | ---- | ---- | ---- | ---- | ---- | ---- | -------- | -------- | -------- | -------- | ---- |
| T. max. media (°C)        | 15,7 | 15,7 | 17,1 | 19,4 | 23,4 | 27,5 | 30,5 | 31,4 | 28,7 | 25,0 | 20,1 | 16,9 | 16,1     | 20,0     | 29,8     | 24,6     | 22,6 |
| T. min. media (°C)        | 9,8  | 10,0 | 10,8 | 12,1 | 15,4 | 19,4 | 22,3 | 23,5 | 21,4 | 18,4 | 14,7 | 11,7 | 10,5     | 12,8     | 21,7     | 18,2     | 15,8 |

## Valori estremi

### Temperature estreme mensili dal 1979 al 2018
Nella tabella sottostante sono riportate le temperature massime e minime assolute mensili, stagionali ed annuali dal 1979 al 2018, con il relativo anno in cui si queste si sono registrate. La massima assoluta del periodo esaminato di +43,0 °C risale al giugno 1982 e all'agosto 1994, mentre la minima assoluta di 3,0 °C è del gennaio 1981.
| Capo San Vito (1979-2018) | Mesi               | Mesi        | Mesi              | Mesi        | Mesi        | Mesi        | Mesi        | Mesi        | Mesi        | Mesi        | Mesi        | Mesi        | Stagioni | Stagioni | Stagioni | Stagioni | Anno |
| Capo San Vito (1979-2018) | Gen                | Feb         | Mar               | Apr         | Mag         | Giu         | Lug         | Ago         | Set         | Ott         | Nov         | Dic         | Inv      | Pri      | Est      | Aut      | Anno |
| ------------------------- | ------------------ | ----------- | ----------------- | ----------- | ----------- | ----------- | ----------- | ----------- | ----------- | ----------- | ----------- | ----------- | -------- | -------- | -------- | -------- | ---- |
| T. max. assoluta (°C)     | 23,5 (1982 e 1995) | 26,7 (1979) | 31,6 (1991)       | 31,7 (1981) | 41,0 (1994) | 43,0 (1982) | 40,5 (1987) | 43,0 (1994) | 40,0 (1994) | 34,7 (1993) | 29,5 (1990) | 24,8 (1989) | 26,7     | 41,0     | 43,0     | 40,0     | 43,0 |
| T. min. assoluta (°C)     | 3,0 (1981)         | 3,5 (2005)  | 4,5 (1987 e 2005) | 6,0 (1997)  | 9,4 (1987)  | 11,0 (1985) | 15,5 (2004) | 16,9 (1979) | 13,0 (2004) | 10,2 (2007) | 5,1 (1980)  | 3,1 (2014)  | 3,0      | 4,5      | 11,0     | 5,1      | 3,0  |

### Temperature estreme mensili dal 1928 al 1978
Precedentemente alla messa in funzione della stazione meteorologica nel 1979, in una zona leggermente più interna e a 5 metri sul livello del mare, era presente un'altra stazione meteorologica gestita sempre dall'Osservatorio delle Acque. Nella tabella sottostante sono riportate le temperature massime e minime assolute mensili, stagionali ed annuali dal 1928 al 1978 della stazione meteorologica in esame, con il relativo anno in cui si queste si sono registrate. La massima assoluta del periodo esaminato di +44,0 °C risale al luglio 1931 e all'agosto 1931, mentre la minima assoluta di +1,5 °C è del febbraio 1929.
| Capo San Vito (1928-1978) | Mesi        | Mesi        | Mesi        | Mesi        | Mesi        | Mesi        | Mesi        | Mesi        | Mesi        | Mesi               | Mesi        | Mesi        | Stagioni | Stagioni | Stagioni | Stagioni | Anno |
| Capo San Vito (1928-1978) | Gen         | Feb         | Mar         | Apr         | Mag         | Giu         | Lug         | Ago         | Set         | Ott                | Nov         | Dic         | Inv      | Pri      | Est      | Aut      | Anno |
| ------------------------- | ----------- | ----------- | ----------- | ----------- | ----------- | ----------- | ----------- | ----------- | ----------- | ------------------ | ----------- | ----------- | -------- | -------- | -------- | -------- | ---- |
| T. max. assoluta (°C)     | 25,8 (1962) | 26,1 (1968) | 30,0 (1931) | 31,9 (1971) | 39,1 (1968) | 40,5 (1935) | 44,0 (1931) | 44,0 (1931) | 42,4 (1968) | 34,6 (1931 e 1976) | 29,5 (1931) | 26,5 (1978) | 26,5     | 39,1     | 44,0     | 42,4     | 44,0 |
| T. min. assoluta (°C)     | 4,5 (1962)  | 1,5 (1929)  | 4,0 (1971)  | 6,5 (1929)  | 9,3 (1970)  | 13,4 (1959) | 18,0 (1933) | 17,0 (1933) | 15,0 (1931) | 13,2 (1974)        | 7,1 (1975)  | 5,2 (1928)  | 1,5      | 4,0      | 13,4     | 7,1      | 1,5  |

### Temperature estreme mensili dal 1928 al 2018
Nella tabella sottostante sono riportate le temperature massime e minime assolute mensili, stagionali ed annuali dal 1928 al 2018, con il relativo anno in cui si queste si sono registrate. La massima assoluta del periodo esaminato di +44,0 °C risale al luglio 1931 e all'agosto 1931, mentre la minima assoluta di +1,5 °C è del febbraio 1929.
| Capo San Vito (1928-2018) | Mesi        | Mesi        | Mesi        | Mesi        | Mesi        | Mesi        | Mesi        | Mesi        | Mesi        | Mesi        | Mesi               | Mesi        | Stagioni | Stagioni | Stagioni | Stagioni | Anno |
| Capo San Vito (1928-2018) | Gen         | Feb         | Mar         | Apr         | Mag         | Giu         | Lug         | Ago         | Set         | Ott         | Nov                | Dic         | Inv      | Pri      | Est      | Aut      | Anno |
| ------------------------- | ----------- | ----------- | ----------- | ----------- | ----------- | ----------- | ----------- | ----------- | ----------- | ----------- | ------------------ | ----------- | -------- | -------- | -------- | -------- | ---- |
| T. max. assoluta (°C)     | 25,8 (1962) | 26,7 (1979) | 31,6 (1991) | 31,9 (1971) | 41,0 (1994) | 43,0 (1982) | 44,0 (1931) | 44,0 (1931) | 42,4 (1968) | 34,7 (1993) | 29,5 (1931 e 1990) | 26,5 (1978) | 26,7     | 41,0     | 44,0     | 42,4     | 44,0 |
| T. min. assoluta (°C)     | 3,0 (1981)  | 1,5 (1929)  | 4,0 (1971)  | 6,0 (1997)  | 9,3 (1970)  | 11,0 (1985) | 15,5 (2004) | 16,9 (1979) | 13,0 (2004) | 10,2 (2007) | 5,1 (1980)         | 3,1 (2014)  | 1,5      | 4,0      | 11,0     | 5,1      | 1,5  |